# Tomme
En tomme er en længdeenhed som fod og alen, der varierer fra land til land, fordi de er gamle mål med det menneskelige legeme som udgangspunkt. Tommen er baseret på bredden af tommelfingre, hvorfor de også varierer. Hvis man ville vide, hvor langt/bredt noget var, så målte man med fingrene, og så længe det var den samme, som målte, og vedkommende var øvet, så passede målene godt.

## Skandinavien kontra andre lande
En dansk tomme var 2,61545 centimeter og en engelsk tomme (inch) er = 2,54 centimeter.
Den engelske tomme anvendes stadig i f.eks. USA og Storbritannien, samt i handelsmæssig henseende også i Danmark.
Tegnet for en tomme er dobbelt primtegn (″), der ligner, men ikke er det samme som anførselstegn/dobbeltgåseøjne (").
I Skandinavien findes mindst tre tommemål, nemlig svensk = 2,47 centimeter, engelsk = 2,54 centimeter, der som oftest anvendes i handelsmæssig sammenhæng, samt dansk og norsk = 2,62 centimeter. Den norske tomme var tidligere defineret som 3,14 centimeter.
Sædvanligvis er 1″ lig 1/24 alen, men man har før haft "jordtommer", der var lig 1/20 sjællandsk alen, samt "skovtommer" lig 1/22 skovalen.

## Tommens inddeling
En fod (1′) opdeles i 12 tommer (12″), der hver opdeles i 12 linjer (12′′′). En linje opdeles igen i 12 skrupler (12IV), og her kommer forklaringen på symbolet for tommer: Det er små romertal.
Tommen er ofte inddelt i sekstendedele – til tider helt ned i fireogtresindstyvedele eller i 10 eller 12 linjer. Den 10-linjede kaldes decimaltomme.

## Nye mål
Tommen blev i Danmark afskaffet 1907/1912 og er i dag i vid udstrækning erstattet af millimeter og centimeter. Den bruges dog stadig på enkelte områder:
- Tommestok – lang målestok, som i virkeligheden måler i centimeter, men som før i tiden målte i tommer. Nogle tommestokke har centimetermål på den ene side og tommer på den anden.

- Brædder og tømmer sælges stadig i 25 millimeters spring som en arv fra tommemålet.
- Man kan stadig bestille 5/4″ søm (femkvart tomme = 33 mm).
- 5″ brædder (i dag 125 mm, tidligere 131 mm).
- Også lægter inddeles i tommer. Benævnelserne 2*4-bomme og 4*4-bomme er stadig normale udtryk, der svarer til tommestørrelsen (to fire bom og fire fire bom).

- VVS: Vandrør angives ofte i tommer, hvor angivelsen er den indvendige diameter. Et 1″ stålrør har således typisk en udvendig diameter på cirka 33 mm.

- Ridning: Sadelmål. Sædelængden på sadler måles i tommer. Der måles fra den lille søm på sadelklappen til bagsvidslens top.
- Størrelsen på dæk og fælge, til eksempelvis cykler og biler, er stadig angivet i tommer.
- I flere engelsktalende områder som i USA benyttes tommer (inch) fortsat, og herfra har vi følgende anvendelser:
  - Fjernsyns og monitorers skærmstørrelser (skærmdiagonalen) angives i tommer; dog hyppigt også i centimeter.
  - Disketter bliver også størrelsesangivet i tommer (3 1/2″, 5 1/4″, 8″).
  - Benafstanden på integrerede kredsløb angives til at være 1/10″. Deres egne dimensioner opgives i mil (1/1000″).

## Ordsprog
Endelig kendes tommer fra talemåderne: "At slå noget fast med syvtommersøm" (18 centimeter lange søm). Og "jeg rykker mig ikke en tomme!"